# Каван (город)

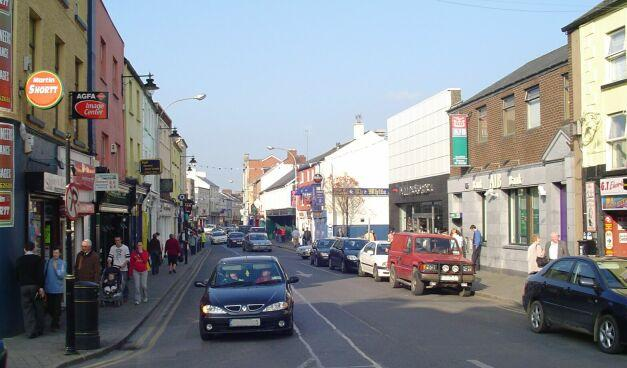

Каван (англ. Cavan; ирл. An Cabhán (Ан-Кауан), «пещера») — (малый) город в Ирландии, административный центр графства Каван (провинция Ольстер), а также его крупнейший город.

## География
Каван находится в северо-западной части Ирландии и является главным городом графства Каван, вблизи границы с Северной Ирландией. Город расположен на пересечении дорог, соединяющих районы в восточной и северо-восточной частях страны с городами её западной, юго-западной и юго-восточной частей. Транспортное сообщение, проходящее через Каван, лишь автомобильное и автобусное, железнодорожное сообщение приостановлено в 1960 году. Численность населения в Каване составляет 3.954 человека (на 2006 год), с пригородами — до 30 тысяч человек.

## История
История Кавана начинается в конце XIII столетия, когда аристократический род о’Рейли строит здесь замок. Примерно в то же время на территории будущего города францисканцами был основан монастырь. В XIX веке Каван был крупным железнодорожным центром. Местная железнодорожная станция была открыта 8 июля 1856 года, закрыта для обслуживания пассажиров 14 октября 1957 года и окончательно закрыта 1 января 1960 года.

## Демография
Население — 7883 человека (по переписи 2006 года). В 2002 году население составляло 6098 человек. При этом, население внутри городской черты (legal area) было 3934, население пригородов (environs) — 3949.
Данные переписи 2006 года:
| Общие демографические показатели |               |                               |                               |      |      |
| Всё население                    | Всё население | Изменения населения 2002—2006 | Изменения населения 2002—2006 | 2006 | 2006 |
| 2002                             | 2006          | чел.                          | %                             | муж. | жен. |
| 6098                             | 7883          | 1785                          | 29,3                          | 3876 | 4007 |

В нижеприводимых таблицах сумма всех ответов (столбец «сумма»), как правило, меньше общего населения населённого пункта (столбец «2006»).
| Религия (Тема 2 — 5 : Число людей по религиям, 2006) |             |                |             |            |       |      |
| Католики, чел.                                       | Католики, % | Другая религия | Без религии | не указано | сумма | 2006 |
| 6664                                                 | 84,5        | 768            | 279         | 172        | 7883  | 7883 |

| Этно-расовый состав (Этничность. Тема 2 — 3 : Постоянное население по этническому или культурному происхождению, 2006) |            |              |       |        |        |            |       |       |
| Белые ирландцы | Лухт-шулта | Другие белые | Негры | Азиаты | Другие | Не указано | сумма | 2006  |
| 6020 | 113        | 935          | 172   | 239    | 139    | 164        | 7782  | 7883  |
| Доля от всех отвечавших на вопрос, %                                                                                   |            |              |       |        |        |            |       |       |
| 77,4 | 1,5        | 12,0         | 2,2   | 3,1    | 1,8    | 2,1        | 100   | 98,71 |

1 — доля отвечавших на вопрос о языке от всего населения.
| Владение ирландским языком (Тема 3 — 1 : Число людей от 3 лет и старше по способности говорить по-ирландски, 2006) |      |            |       |       |
| Владеете ли Вы ирландским языком?                                                                                  |      |            |       |       |
| Да | Нет  | Не указано | сумма | 2006  |
| 2659 | 4601 | 242        | 7502  | 7883  |
| Доля от всех отвечавших на вопрос о языке, %                                                                       |      |            |       |       |
| 35,4 | 61,3 | 3,2        | 100   | 95,21 |

1 — доля отвечавших на вопрос о языке от всего населения.
| Использование ирландского языка (Тема 3 — 2 : Говорящие по-ирландски от 3 лет и старше по частоте использования ирландского языка, 2006) |                                                            |                                               |                                               |                                               |                                               |                                               |       |                                     |      |
| Как часто и где Вы говорите по-ирландски?                                                                                                |                                                            |                                               |                                               |                                               |                                               |                                               |       |                                     |      |
| ежедневно, только в образовательных учреждениях                                                                                          | ежедневно, как в образовательных учреждениях, так и вне их | в других местах (вне образовательной системы) | в других местах (вне образовательной системы) | в других местах (вне образовательной системы) | в других местах (вне образовательной системы) | в других местах (вне образовательной системы) | сумма | всего, отвечавших на вопрос о языке | 2006 |
| ежедневно, только в образовательных учреждениях                                                                                          | ежедневно, как в образовательных учреждениях, так и вне их | ежедневно                                     | каждую неделю                                 | реже                                          | никогда                                       | не указано                                    | сумма | всего, отвечавших на вопрос о языке | 2006 |
| 738 | 48                                                         | 69                                            | 147                                           | 882                                           | 715                                           | 60                                            | 2659  | 7502                                | 7883 |
| Доля от всех отвечавших на вопрос о языке, %                                                                                             |                                                            |                                               |                                               |                                               |                                               |                                               |       |                                     |      |
| 9,8 | 0,6                                                        | 0,9                                           | 2,0                                           | 11,8                                          | 9,5                                           | 0,8                                           | 35,4  | 100                                 |      |

| Типы частных жилищ (Тема 6 — 1(a) : Число частных домовладений по типу размещения, 2006) |          |         |                 |            |       |      |
| Отдельный дом                                                                            | Квартира | Комната | Переносные дома | не указано | сумма | 2006 |
| 2522                                                                                     | 265      | 21      | 2               | 71         | 2881  | 7883 |